# Jalu (distrito)
Jalu (em árabe: جالو) foi um efêmero distrito da Líbia. Foi criado em 1983, durante a reforma daquele ano, com capital em Jalu, mas foi abolido na reforma de 1987 e seu território foi incorporado ao de Agedábia.